# Burg Bibiton
Die Burg Bibiton bei Kaltbrunn im schweizerischen Kanton St. Gallen ist heute eine Burgruine.

## Lage
Die Burg Bibiton stand ursprünglich am südlichen Rand des Tuggenersees zwischen Tuggen und Kaltbrunn, der im 16. Jahrhundert verlandete. Heute liegen die Reste der Niederungsburg in der Linthebene nordöstlich der Bahnstation Benken auf rund 413 m ü. M.

## Anlage
Bei der Ruine handelt es sich um die Reste einer Turmburg, von der sich lediglich Mauerreste erhielten. Erbaut wurde sie mit Feldsteinen der Umgebung.

## Geschichte
Sie wurde vermutlich im frühen 13. Jahrhundert von den Grafen von Rapperswil erbaut, die als Kastvögte des Klosters Einsiedeln in dieser Zeit in der Linthebene mehrere Wehrbauten errichteten, darunter auch die Burg Grynau.
Die Burg wurde im 14. Jahrhundert zum Sitz von Lehensträgern der Grafen von Toggenburg. 1358 sass hier ein Edelknecht namens Kraft Schnode, bis 1393 lebten auf Bibiton die österreichischen Edlen von Bruchi. Im Anschluss wurde die Burg Sitz der Meier von Kaltbrunn, die in den Jahren 1419 und 1428 genannt werden. 1444 wurde sie im Alten Zürichkrieg zerstört und im 15. Jahrhundert aufgegeben.
Im Jahr 1863 wurden vom Besitzer des Geländes die Überreste der Burg eben abgetragen. 1928 erwarb der Lokalhistoriker Johann Fäh das Areal und führte 1936/1937 Ausgrabungen durch. Während der Untersuchungen wurde festgestellt, dass der erste Stock der Turmburg im Erdboden versteckt war und seine Fundamente auf einem Pfahlrost ruhen. Die freigelegten Mauerreste wurden inzwischen weitestgehend wieder zugedeckt. Die Funde umfassten diverses Werkzeug, Ofenkacheln, Hufeisen sowie Reste eines Harnisch.
|  |  |